# Theodor Gebre Selassie
Theodor Gebre Selassie (Třebíč, 24 december 1986) is een Tsjechisch voormalig voetballer die voornamelijk speelde als rechtsback. Tussen 2005 en 2023 was hij actief voor Vysočina Jihlava, Velké Meziříčí, Slavia Praag, Slovan Liberec, Werder Bremen en opnieuw Slovan Liberec. Gebre Selassie maakte in 2011 zijn debuut in het Tsjechisch voetbalelftal en kwam uiteindelijk tot vierenvijftig interlandoptredens.

## Clubcarrière
Gebre Selassie begon in 1992 met voetballen bij Velké Meziříčí, waarna hij in 1998 de overstap maakte naar de jeugdopleiding van Vysočina Jihlava. In het seizoen 2005/06 werd hij door een gebrek aan speeltijd verhuurd aan zijn jeugdclub Velké Meziříčí. Eind september 2007 werd hij gecontracteerd door Slavia Praag, waar hij een contract voor vier jaar tekende. In het seizoen 2008/09 werd hij wederom verhuurd en dit keer aan Slovan Liberec. Hier kwam hij tot 21 competitiewedstrijden. Daarop besloot de club hem definitief over te nemen. In het seizoen 2011/2012 werd hij landskampioen met Slovan Liberec. Op 22 juni 2012 werd bekend dat Gebre Selassie na afloop van het EK 2012 een contract had getekend bij Werder Bremen voor vier jaar. Uiteindelijk zou hij negen seizoenen actief zijn voor de Noord-Duitse club. In zijn laatste jaargang bij Werder degradeerde de club naar de 2. Bundesliga. Gebre Selassie keerde hierop terug naar Slovan Liberec. In de zomer van 2023 besloot de vleugelverdediger op zesendertigjarige leeftijd een punt te zetten achter zijn actieve loopbaan.

## Clubstatistieken
| Seizoen | Club             | Competitie | Competitie | Competitie | Beker | Beker | Internationaal | Internationaal | Totaal | Totaal |
| Seizoen | Club             | Competitie | Wed.       | Dlp.       | Wed.  | Dlp.  | Wed.           | Dlp.           | Wed.   | Dlp.   |
| ------- | ---------------- | ---------- | ---------- | ---------- | ----- | ----- | -------------- | -------------- | ------ | ------ |
| 2007/08 | Slavia Praag     | Česká liga | 9          | 0          | 0     | 0     | —              | —              | 9      | 0      |
| 2008/09 | Slavia Praag     | Česká liga | 2          | 0          | 0     | 0     | 1              | 0              | 3      | 0      |
| 2008/09 | → Slovan Liberec | Česká liga | 21         | 1          | 0     | 0     | —              | —              | 21     | 1      |
| 2009/10 | Slovan Liberec   | Česká liga | 17         | 2          | 0     | 0     | 4              | 0              | 21     | 2      |
| 2010/11 | Slovan Liberec   | Česká liga | 29         | 0          | 0     | 0     | —              | —              | 29     | 0      |
| 2011/12 | Slovan Liberec   | Česká liga | 30         | 5          | 2     | 0     | —              | —              | 32     | 5      |
| 2012/13 | Werder Bremen    | Bundesliga | 27         | 1          | 1     | 0     | —              | —              | 28     | 1      |
| 2013/14 | Werder Bremen    | Bundesliga | 29         | 2          | 1     | 0     | —              | —              | 30     | 2      |
| 2014/15 | Werder Bremen    | Bundesliga | 26         | 3          | 2     | 0     | —              | —              | 28     | 3      |
| 2015/16 | Werder Bremen    | Bundesliga | 33         | 1          | 5     | 0     | —              | —              | 38     | 1      |
| 2016/17 | Werder Bremen    | Bundesliga | 30         | 5          | 1     | 0     | —              | —              | 31     | 5      |
| 2017/18 | Werder Bremen    | Bundesliga | 32         | 3          | 4     | 0     | —              | —              | 36     | 3      |
| 2018/19 | Werder Bremen    | Bundesliga | 32         | 3          | 4     | 0     | —              | —              | 36     | 3      |
| 2019/20 | Werder Bremen    | Bundesliga | 30         | 2          | 2     | 0     | —              | —              | 32     | 2      |
| 2020/21 | Werder Bremen    | Bundesliga | 34         | 3          | 5     | 1     | —              | —              | 39     | 4      |
| 2021/22 | Slovan Liberec   | Česká liga | 30         | 0          | 1     | 0     | —              | —              | 31     | 0      |
| 2022/23 | Slovan Liberec   | Česká liga | 16         | 1          | 4     | 2     | —              | —              | 20     | 3      |
| Totaal  | Totaal           | Totaal     | 427        | 32         | 32    | 3     | 5              | 0              | 464    | 35     |

## Interlandcarrière
Gebre Selassie maakte op 21 augustus 2007 zijn debuut in het Tsjechische nationale elftal onder 21; hij werd hierdoor de eerste gekleurde voetballer die voor Tsjechië uitkwam. In mei 2011 ontving hij zijn eerste invitatie voor het Tsjechische A-elftal. Op 4 juni 2011 debuteerde hij daadwerkelijk in het Tsjechisch voetbalelftal tijdens een vriendschappelijke wedstrijd tegen Peru in de strijd om de Kirin Cup 2011. Bondscoach Michal Bílek selecteerde hem voor het EK 2012, waar hij direct het eerste duel in de basis startte tegen Rusland. Hij reikte met Tsjechië tot de kwartfinales, waarin de ploeg werd uitgeschakeld door Portugal dankzij een rake kopbal van Cristiano Ronaldo.
Met Tsjechië nam Gebre Selassi ook deel aan het EK 2016 in Frankrijk, hoewel hij geen speeltijd kreeg. Na nederlagen tegen Spanje (0–1) en Turkije (0–2) en een gelijkspel tegen Kroatië (2–2) was Tsjechië uitgeschakeld in de groepsfase. In mei 2019 kondigde Gebre Selassi aan per direct te stoppen bij de nationale ploeg.

## Privé
Gebre Selassie is een zoon van een Ethiopische arts die naar Tsjecho-Slowakije was geëmigreerd. Zijn moeder is een Tsjechische en onderwijzeres van beroep. Hij heeft een jongere zuster genaamd Anna. Zij speelt handbal voor de Tsjechische ploeg.

## Erelijst
| Competitie     |              |              |              |              |
| Competitie     | Aantal       | Jaren        |              |              |
| Slavia Praag   | Slavia Praag | Slavia Praag | Slavia Praag | Slavia Praag |
| -------------- | ------------ | ------------ | ------------ | ------------ |
| Česká liga     | 1            | 2007/08      |              |              |
| Slovan Liberec |              |              |              |              |
| Česká liga     | 1            | 2011/12      |              |              |